# Nikolaï Jevakhov
Le prince Nikolaï Davidovitch Jevakhov (Николай Давидович Жевахов), né le 24 décembre 1874/5 janvier 1875 dans l'Empire russe au manoir de Linovitsa (gouvernement de Poltava) et mort le 16 avril 1945 à Vienne (Autriche), est un haut-fonctionnaire russe, mémorialiste, biographe et auteur d'ouvrages de spiritualité et d'histoire controversés.

## Biographie
Le prince Nikolaï Jevakhov naît dans la famille du prince David Jevakhov, propriétaire terrien dans le gouvernement de Poltava. Il est le frère jumeau du futur évêque Joasaph (Jevakhov). Il passe son enfance dans le manoir familial de Linovitsa et à Kiev où sa mère possède un hôtel particulier rue de la Présentation. Il est élève au 2e gymnasium classique de Kiev, puis au collège Paul Galaguine. Encore étudiant en 1897, il reçoit une médaille de bronze pour ses travaux sur le premier recensement général en Russie. Il est diplômé en 1898 de la faculté de droit de l'université Saint-Vladimir de Kiev, puis entre dans la fonction publique.

### Fonctionnaire
Au début de sa carrière, il est fonctionnaire dans des postes subalternes au palais de justice de Kiev et au cabinet du gouverneur général. En mai 1902, il quitte Kiev pour devenir simple chef de zemstvo dans le gouvernement de Poltava. C'est le reflet d'un choix de beaucoup de jeunes gens de l'intelligentsia de cette époque qui idéalisent le simple peuple. Cependant, le jeune Jevakhov fait face à ses propres désillusions. Il s'exprime ainsi: « Lentement et progressivement, avec persistance et obstination, le peuple-théophore [porteur de Dieu, Θεοφόρος] s'est transformé à mes yeux en une masse brutale et cruelle. » Cependant d'un autre côté, « il y avait aussi ceux qui étaient introuvables et ne pouvaient être trouvés nulle part, des gens d'une pureté morale et d'une grandeur d'esprit inaccessibles. » Il s'essaye aussi en même temps à écrire dans les pages de la revue conservatrice du prince Mechtcherski Le Citoyen et fait paraître en 1904 ses Lettres d'un chef de zemtsvo.
À la fin d'avril 1905, il est affecté pour un nouveau service à la Chancellerie d'État au département du Code des lois. Il s'installe donc à Saint-Pétersbourg. Il accède au poste de sous-secrétaire d'État (chef de département) et au rang de conseiller d'État.
Il commence à réunir dès 1906 de la documentation sur la vie de l'évêque de Belgorod, Joasaph (Gorlenko) (1705-1754), lointain parent, ce qui contribue à établir une base pour sa canonisation qui a lieu en 1911. Il fait paraître le résultat de ses recherches à Kiev en 1907-1911 sous le titre de Documents pour la biographie de saint Joasaph Gorlenko, évêque de Belgorod et Oboïan. Il est vice-président de la confrérie de Saint-Joasaph.
Monarchiste convaincu, il devient membre le 4 mai 1909 de l'Assemblée russe, mouvement ultra-monarchiste.
Il est envoyé à Bari en Italie par décision de la Société impériale orthodoxe de Palestine du 10 décembre 1910, avec l'archiprêtre Ivan Vostorgov, afin de sélectionner une terrain et un site pour faire construire une église et un hospice pour les pèlerins de Russie; il partit pour l'Italie en janvier 1911 et remplit sa mission. Le 12 mai de cette année, il devient membre du comité de Bagdad ouvert peu de temps auparavant. En mai 1913, il est envoyé à Bari pour représenter le comité de Bagdad et le 9 mai assiste à la bénédiction de la première pierre de l'église Saint-Nicolas de Bari et de l'hospice attenant.
Le 6 mai 1914, il accède à la dignité de kammerjunker à la Cour. En octobre 1915, Jevakhov arriva à l'état-major avec une icône de la Mère de Dieu dite Pestchanskaïa d'Izioum (apparue à l'évêque Joasaph de Belgorod en 1754), qui, selon lui, devait être portée le long de la ligne de front ligne pour que la Russie obtienne la victoire sur les Allemands. Tel était, selon Jevakhov, le désir de la Mère de Dieu, apparue dans une vision au colonel O. Jevakhov affirme plus tard qu'il était arrivé au quartier général au nom de l'impératrice, mais Chavelski dans ses Mémoires est convaincu que tout cela était de la propre initiative de Jevakhov, qui s'attendait à le signaler ensuite à l'impératrice pour recevoir une médaille.
Le 15 septembre 1916, le prince Jevakhov est nommé ober-prokuror adjoint du Saint-Synode; le 22 octobre de la même année, il reçoit une pension du Trésor, versée auparavant au procureur en chef adjoint Nikolaï Zaïontchovski, auquel s'opposaient Raspoutine et le métropolite de Pétrograd Pitirim (Oknov). Il reçoit l'ordre de Saint-Vladimir de IVe classe, le 6 décembre 1916. Le 1er janvier 1917, il est élevé au rang de conseiller d'État effectif et à la dignité de kammerherr (chambellan).
Le 26 février 1917, il propose au métropolite de Kiev Vladimir (Bogoïavlenski) de lancer un appel à la population pour la défense du monarque: « un redoutable et lumineux avertissement à l'Église, entraînant, en cas de désobéissance, la punition de l'Église. » L'appel est proposé non seulement pour être lu des ambons des églises, mais aussi pour être collé dans toute la ville. Le métropolite Vladimir refuse d'aider la monarchie en chute, malgré les demandes urgentes de Jevakhov.

### Pendant la révolution et la guerre civile
Du 1er au 5 mars 1917, il est aux arrêts sur ordre du gouvernement provisoire de Russie; il est libéré sans accusation et renvoyé de son poste. Il quitte bientôt Pétrograd pour s'installer à Kiev, puis dans le domaine de sa sœur.
Après la Révolution d'Octobre, il se trouve dans des territoires encore administrés par l'Armée blanche ou par le gouvernement autonome d'Ukraine; il habite aussi pendant une période à Piatigorsk avec l'ancien métropolite de Pétrograd, Pitirim. D'après les Souvenirs de Jevakhov, il a pris le vapeur Irtych le 16 (29) janvier 1920 de Novorossiïsk vers Constantinople alors occupée par les forces de l'Entente, puis a émigré en Serbie.

### En émigration

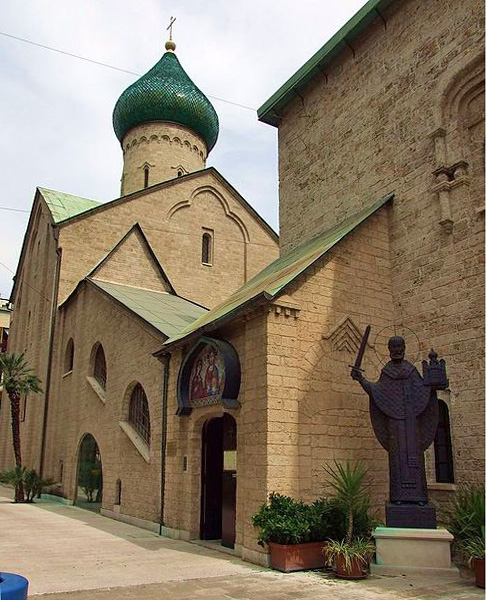
L'église russe de Bari.

Jevakhov demeure en Serbie du 9 février 1919 jusqu'en septembre 1920 et il est un des cofondateurs de la Société russo-serbe inaugurée le 20 juillet 1920: Il déclare à cette occasion « toute tentative d'unir les Slaves acquiert une signification exceptionnelle » et dénonce le complot de la franc-maçonnerie contre la chrétienté. Il exprime l'espoir que « l'idée slave unisse autour d'elle tous les chrétiens dans leur combat ensemble contre les ennemis du Christ. ». En septembre 1920, il s'installe à Bari pour s'occuper la gestion de l'établissement d'accueil de l'église russe de Bari; mais cela se passe mal à cause de nombreux conflits internes. Ainsi, il obtient d'un tribunal italien dans les années 1920 l'expulsion du clergé de l'établissement, qu'il estime subordonné au métropolite Euloge, trop complaisant à ses yeux envers les autorités athées de Russie soviétique et pire, exprime dans une vision paranoïaque que ce clergé est manipulé par la judéomaçonnerie internationale. Il s'oppose à la fin des années 1920 au nouveau prêtre Serge Noarov à cause de la répartition des dons. En 1922, il voyage à Munich et à Berlin où il rend visite à Max Erwin von Scheubner-Richter et à Erich Ludendorff. En 1926, commence un long procès entre le gouvernement soviétique et les représentants de la Société palestinienne russe, à propos de la propriété de l'église russe de Bari et de l'hospice. Comme il n'y a plus de pèlerins russes se rendant à Bari depuis la révolution, et que les donateurs ne font pas toujours la différence entre l'église elle-même et l'établissement d'accueil des pèlerins, l'activité de Jevakhov se trouve fort réduite et ses détracteurs l'accusent de détournements de fonds. En 1936, le procès est perdu, mais Jevakhov réussit à s'entendre avec les autorités de la ville de Bari sur la nationalisation du bâtiment (il abritait un orphelinat et un jardin d'enfants, l'église est restée active et orthodoxe), pour laquelle il reçoit lui-même un grosse indemnité.
À cette époque, Jevakhov soutient de plus en plus ouvertement le régime fasciste de Mussolini à qui il fait parvenir une lettre par l'intermédiaire d'un sénateur italien, Arrigo Solmi (1873-1944).
Ayant reçu une énorme compensation, il s'installe à Rome. Il vit à différentes adresses: en 1936, la Via Mario Pagano, puis jusqu'en 1941, Via Giuseppe Belli, puis Via Nomentana, et enfin en 1943, il s'installe Via Palermo. Son dernier ouvrage connu paraît à Rome en 1944, l'édition italienne des célèbres Conversations de saint Séraphin de Sarov avec N.A. Motovilov sur le but de la vie chrétienne (Colloquio del grande santo russo Serafino di Sarow con N.A. Motovilow sulle mete della Vita Cristiana),. Il s'enfuit de Rome - avant l'arrivée des Alliés - le 10 juin 1944 pour Vienne. Il descend d'abord à l'hôtel Royal, puis en août s'installe à la maison de retraite St. Carolusheim grâce à l'aide de son ami Jonak von Freyenwald. Il y meurt le 16 avril 1945 d'une pneumonie et d'une insuffisance cardiaque.

## Points de vue
Dans son livre Souvenirs, il décrit en détail la Terreur rouge qui s'est abattue en Russie et explique ses racines en adoptant un point de vue antisémite.
Il refuse la déclaration du métropolite Serge de 1927 qui adopte une attitude conciliante envers les autorités communistes.
Il oppose le Nouveau Testament à l'Ancien Testament, allant même jusqu'à proposer de « nettoyer » de nombreux versets.

## Œuvres

### Mémoires
- (ru) Souvenirs du procureur en chef adjoint du Saint-Synode, le prince N.D. Jevakhov [Воспоминания Товарища Обер-Прокурора Св. Синода князя Н. Д. Жевахова], Tome I, septembre 1915-mars 1917, Munich, éd. impr. Oldenburg, 1923.
- (ru) Souvenirs du procureur en chef adjoint du Saint-Synode, le prince N.D. Jevakhov, Tome II, mars 1917-janvier 1920, Novy Sad, Royaume de Serbie, éd. impr. russe S. Filonov, 1928
- (ru) Souvenirs, en deux tomes, 1993, Saint-Pétersbourg, éd. Rodnik
- (ru) Nouvelle vie à l'étranger. Souvenirs du procureur en chef adjoint du Saint-Synode, Tome III, Publication et compilation par Mikhaïl G. Talalaï et M.A. Birioukova. Rédaction scientifique de M.G. Talalaï, Moscou, éd. Indrik, 2022, 280 pages

### Religion

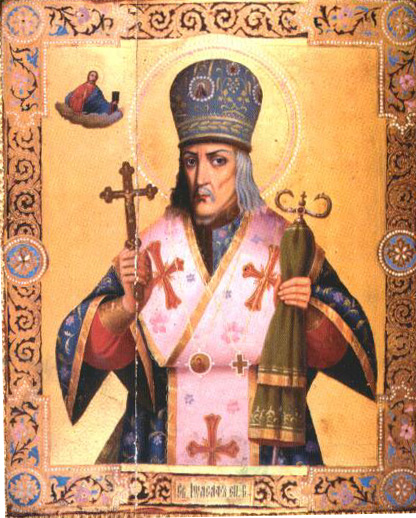
Saint Joasaph de Belgorod.

- Святитель Иоасаф Горленко, Епископ Белгородский и Обоянский (1705-1754): Материалы для биографии, собранные и изданные князем Н. Д. Жеваховым в 3 томах и 5 частях [ Saint Joasaph Gorlenko, évêque de Belgorod et Oboïan (1705-1754): document biographiques, réunis et publiés par le prince N.D. Jevakhov en 3 tomes et 5 parties ], Kiev, 1907-1911: tome I, Ire partie: Les ancêtres de saint Joasaph. 1907; tome I, 2e partie: Saint Joasaph et ses œuvres, 1907; tome I, 3e partie. La vie et l'œuvre de Saint Joasaph, 1909; tome II, 1re partie: Rapports écrits de différents endroits et de personnes à différents moments sur les guérisons miraculeuses effectuées à Boze par l'évêque Joasaph de Belgorod, 1908; tome III: Compléments, 1911.
- Чудное действие Божия Промысла [L'Action miraculeuse de la Providence de Dieu], Kiev, 1908.
- Житие Св. Иоасафа, Чудотворца Белгородского [ Vie de Saint Joasaph, le thaumaturge de Belgorod ], Saint-Pétersbourg; 2е éd., Novy Sad, 1929.
- На родине преп. Сергия Радонежского [ Dans la patrie de saint Serge de Radonège ], Moscou, 1912.
- Акты и документы Лубенского Мгарского Спасо-Преображенского монастыря [Actes et documents du monastère de Mgar de la Transfiguration-du-Sauveur de Loubny ], Kiev, 1913.
- Потребные сведения усердствующим поклониться св. мощам Святителя Николая Мир-Ликийского Чудотворца [Informations nécessaires pour ceux qui sont zélés à s'incliner devant les reliques Saint Nicolas de Myre le Thaumaturge], Kozelsk, 1914.
- Пробуждение Святой Руси [ Le Réveil de la Sainte Russie ], Saint-Pétersbourg, 1914.
- Святитель Иоасаф [Saint Joasaph], Pétrograd, 1916.
- Чудеса святителя Иоасафа [Les Miracles de saint Joasaph] / réd. prince N.D. Jevakhov; comm. éd. fraternité St. Joasaph, Pétrograd : Б.и., 1916, 47 pages (commission d'édition de la fraternité Saint-Joasaph: livre 2)
- Чудеса святителя Иоасафа [Les Miracles de saint Joasaph] / réd. Prince Nikolaï Jevakhov, Saint-Pétersbourg, éd. Знамение, 1998, 45 pages,  (ISBN 5-85991-015-0)
- Житие святителя Иоасафа Белгородского [Vie de saint Joasaph de Belgorod], Novy Sad, 1929.
- Раб Божий Н. Н. Иваненко [Le Serviteur de Dieu N.N. Ivanenko], Novy Sad, 1934.
- Раб Божий Николай Николаевич Иваненко [Le Serviteur de Dieu Nikolaï Nikolaïevitch Ivanenko], Novy Sad, 1934.
- (it) Colloquio del grande santo russo Serafino di Sarow con N.A. Motovilow sulle mete della Vita Cristiana, 1944.

### Autres
- Назначение школы [Les Devoirs de l'école], Saint-Pétersbourg, 1906 (2е éd., Saint-Pétersbourg, 1998).
- Николай Николаевич Неплюев: Биографический очерк [Nikolaï Nikolaïevitch Nepliouïev: essai biographique], Saint-Pétersbourg, 1909.
- Бари: Путевые заметки [Bari: notes de voyages], Saint-Pétersbourg, 1910.
- Строители духа жизни в области живописи и архитектуры И. Ижакевич и А. Щусев [Bâtisseurs de l'esprit de la vie dans le domaine de la peinture et de l'architecture: I. Ijakevitch et A. Chtchoussev ], Saint-Pétersbourg, 1910.
- Речи [Discours], Moscou, 1910.
- Княжна Мария Михайловна Дондукова-Корсакова [La Princesse Maria Mikhaïlovna Dondoukova-Korsakova], Saint-Pétersbourg, 1913.
- Еврейский вопрос [La Question juive], New York, 1926.
- Памяти графа А. Череп-Спиридовича [À la mémoire du comte A. Tcherep-Spiridovitch], New York, 1926.
- Изабелл-Флоренс Хапхуд [Isabelle-Florence Hopwood], New York, 1926.
- Светлой памяти шталмейстера Высочайшего Двора Ф. В. Винберга [À la mémoire bénie du Stalmeister de la Cour, F.V. Winberg], Paris, 1928.
- Причины гибели России [Les Causes de la mort de la Russie], Novy Sad, 1929.
- (it) La verità su Rasputin [La Vérité sur Raspoutine ], Bari, 1930.
- Корни русской революции [Les Racines de la révolution russe], Kichinev, 1934.
- Князь Алексей Александрович Ширинский-Шихматов: Краткий очерк жизни и деятельности [Le Prince Alexeï Alexandrovitch Chirinski-Chikhmatov: bref essai sur sa vie et son œuvre], Novy Sad, 1934.
- Сергей Александрович Нилус: Краткий очерк жизни и деятельности [Sergueï Alexandrovitch Nilus: bref essai sur sa vie et son œuvre], Novy Sad, 1936.
- (it) Il retroscena dei «Protocolli di Sion»: La vita e le opere del loro editore, Sergio Nilus e del loro autore Ascer Chinsberg, Rome, 1939.